# تامي جو شولتس
تامي جو شولتس من مواليد بونيل ؛ من سنة 2 نوفمبر 1961 هي كابتن شركة طيران تجارية أمريكية متقاعدة، ومؤلفة، وطيار بحري سابق. كانت من أوائل الطيارات المقاتلات اللاتي خدمن في البحرية الأمريكية . بعد الخدمة الفعلية أصبحت طيارًا لشركة طيران ساوثويست . و تقاعدت سنة 2020.
في يوم 17 أبريل 2018، بصفتها قائدة رحلة طيران ساوثويست رقم 1380 ، نزلت بسلام بطائرة بوينج 737-700 بعد أن تعرضت الطائرة لعطل في المحرك .خارجت عن السيطرة بسبب الحطام الذي تسبب في تخفيف الضغط السريع للطائرة.

## مهنة عسكرية

### OCS والتدريب على الطيران
تم قبولهامن قبل البحرية لمدرسة مرشح ضابط الطيران في محطة بنساكولا الجوية البحرية . بعد إنهاء الدورة التدريبية التي استمرت اثني عشر أسبوعًا واستلام عمولتها كضابط راية في 21 يونيو 1985، حضرت التدريب على الطيران، أيضًا في NAS Pensacola، . تدربت وتأهلت لأجنحة طيارها في T-34 .